# Lysceia biguttata
Lysceia biguttata är en fjärilsart som beskrevs av Walker 1854. Lysceia biguttata ingår i släktet Lysceia och familjen björnspinnare. Inga underarter finns listade i Catalogue of Life.